# Beirut Arab University
Beirut Arab University är ett universitet i Libanon, med huvudcampus i Beirut och flera campus i andra delar av landet.